# Renormalització

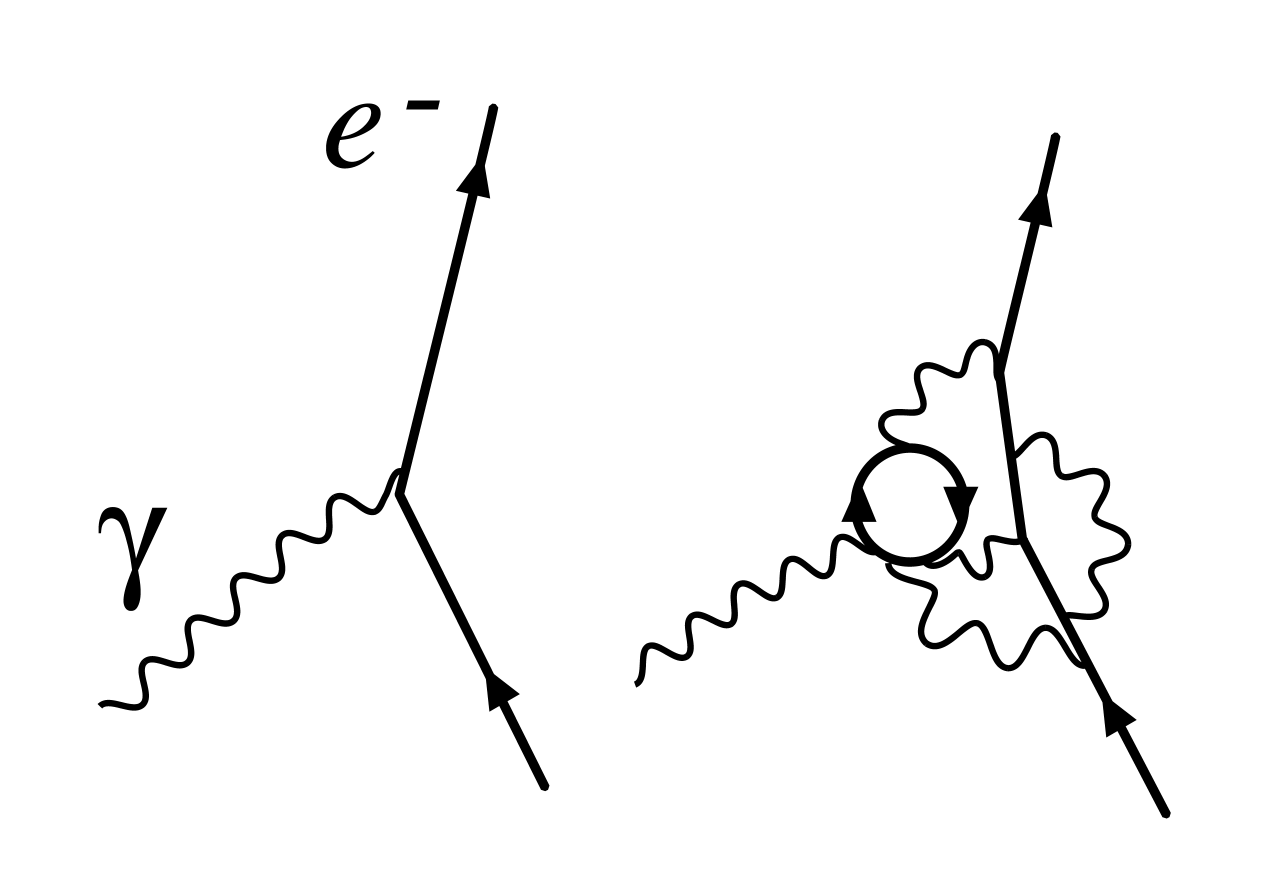
Figura 1. Renormalització en electrodinàmica quàntica: la simple interacció entre fotó-electró que determina la càrrega de l'electró, en un determinat punt renormalitzat es relleva amb interaccions més complicades que en un altre.

En teoria quàntica de camps i mecànica estadística, la renormalització es refereix a un conjunt de tècniques utilitzades per obtenir termes finits en un desenvolupament pertorbatiu.
Aquests procediments tenen a veure amb els problemes que sorgeixen en passar a un límit continu. Més concretament, quan es descriu un sistema físic de manera aproximada mitjançant una xarxa discreta de punts, certes quantitats estan ben definides però, al passar al límit continu considerant una infinitat de punts, les quantitats estan mal definides matemàticament. La renormalització consisteix en un conjunt de tècniques que practiquen el límit continu d'una forma alterna de manera que totes les quantitats estan ben definides i donen lloc a termes finits.
Una propietat important de la teoria de camp de gauge és que aquestes quantitats tenen la propietat de ser renormalitzables, raó per la qual aquests tipus de teories de camp han sigut extensivament estudiades, ja que la renormalització permet obtenir respostes finites contrastables amb els experiments.